# Medienboard Berlin-Brandenburg
Le Medienboard Berlin-Brandenburg est une entreprise publique de la région métropolitaine de Berlin-Brandebourg en Allemagne dont le secteur d'activité est le financement de produits culturels et leurs mises sur le marché. Son siège est à Potsdam-Babelsberg, à côté des studios cinématographiques de Babelsberg.

## Subventions de films
La branche s'occupant du financement des films est dirigée par Kirsten Niehuus depuis 2004. Elle dispose d'un budget annuel de 24 millions d'euros. Les films qui ont été produits autour de l'année 2010 n'ont pas été seulement allemand, mais en partie international : Don 2 avec Shah Rukh Khan, Inglourious Basterds de Quentin Tarantino, Le Ruban blanc de Michael Haneke, The Ghost Writer de Roman Polanski, Sans identité de Jaume Collet-Serra, L'Étrangère de Feo Aladag ou Kokowääh, Keinohrhasen et Zweiohrküken de Til Schweiger.